# Dinastia d'Abidos

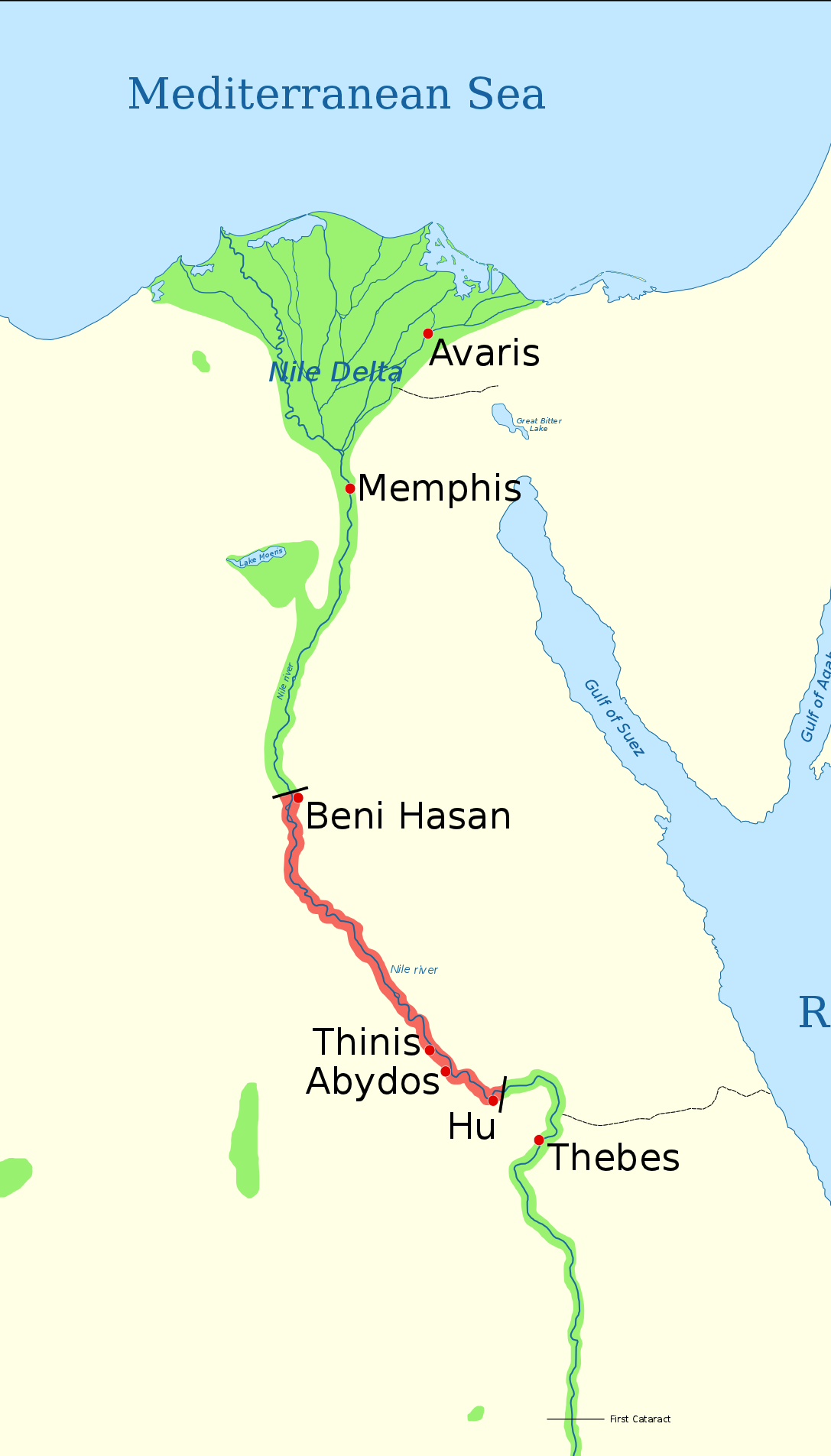
Possible extensió de la dinastia.

La dinastia d'Abidos és una nova dinastia suggerida per l'egiptòleg danès Kim Ryholt el 1997 i avui generalment adoptada. Segons Ryholt, quan els anomenats grans hicsos van fundar la seva dinastia XV al nord i centre, les regions d'Abidos i Tebes ja tenien o van tenir les seves pròpies dinasties que van substituir o havien substituït la dinastia XIII.
En algun moment, en el regnat de Khyan o abans, Abidos fou conquerida pels hicsos. Per tant, aquesta dinastia hauria governat des de la caiguda de la dinastia XIII de Memfis i Itjtawi (vers el 1650 aC) i la seva conquesta pels hicsos, possiblement el rei Khyan, vers el 1600 aC o poc abans; en aquest temps, se la suposa vassalla del rei d'Àvaris, però potser no ho era o potser s'havia revoltat.
Khyan va conquerir després Tebes, seu de la dinastia XVI, i va entrar a la capital. No se sap si va imposar algun rei vassall fins que els hicsos, per atendre altres problemes, van evacuar el país en el regnat del següent faraó, i llavors van restar independents, o bé una nova dinastia va prendre el poder quan varen marxar els hicsos. La primera opció sembla més raonable.
Així doncs, si bé se suposa que els hicsos van annexionar Abidos, és probable que la dinastia d'Abidos romangués com a vassalla sense autoritat fins a la seva conquesta pels tebans (vers el 1570 aC), i entre 1600 i 1570 aC haurien governat reis vassalls dels reis hicsos.
La llista dels reis d'Abidos apareix al papir de Torí molt fragmentàriament, amb un total d'almenys 15 reis: 
- Woser...re
- Woser...re
- 7 noms perduts
- ...hebre
- 3 noms perduts (2, 2 i 4 anys)
- ...hebre (3 anys i mig)
- ...webenre (3 anys i mig)

L'arqueologia ha donat notícia d'alguns reis:
- Wepwawemsaf Sekhemreneferkhaw
- Pantjeny Sekhemrekhutawy
- Snaaib Menkhawre

Faraons de dinastia desconeguda (XIII, XIV, XVI, Abidos o fins i tot alguns de la XVII):
- Pepi III
- Nebmaatre
- Nikare II
- Aahotepre
- Aaneterire
- Nubankhre
- Nubuserre
- Khauserre
- Khamure